# Patrimoine culturel immobilier classé de la Wallonie

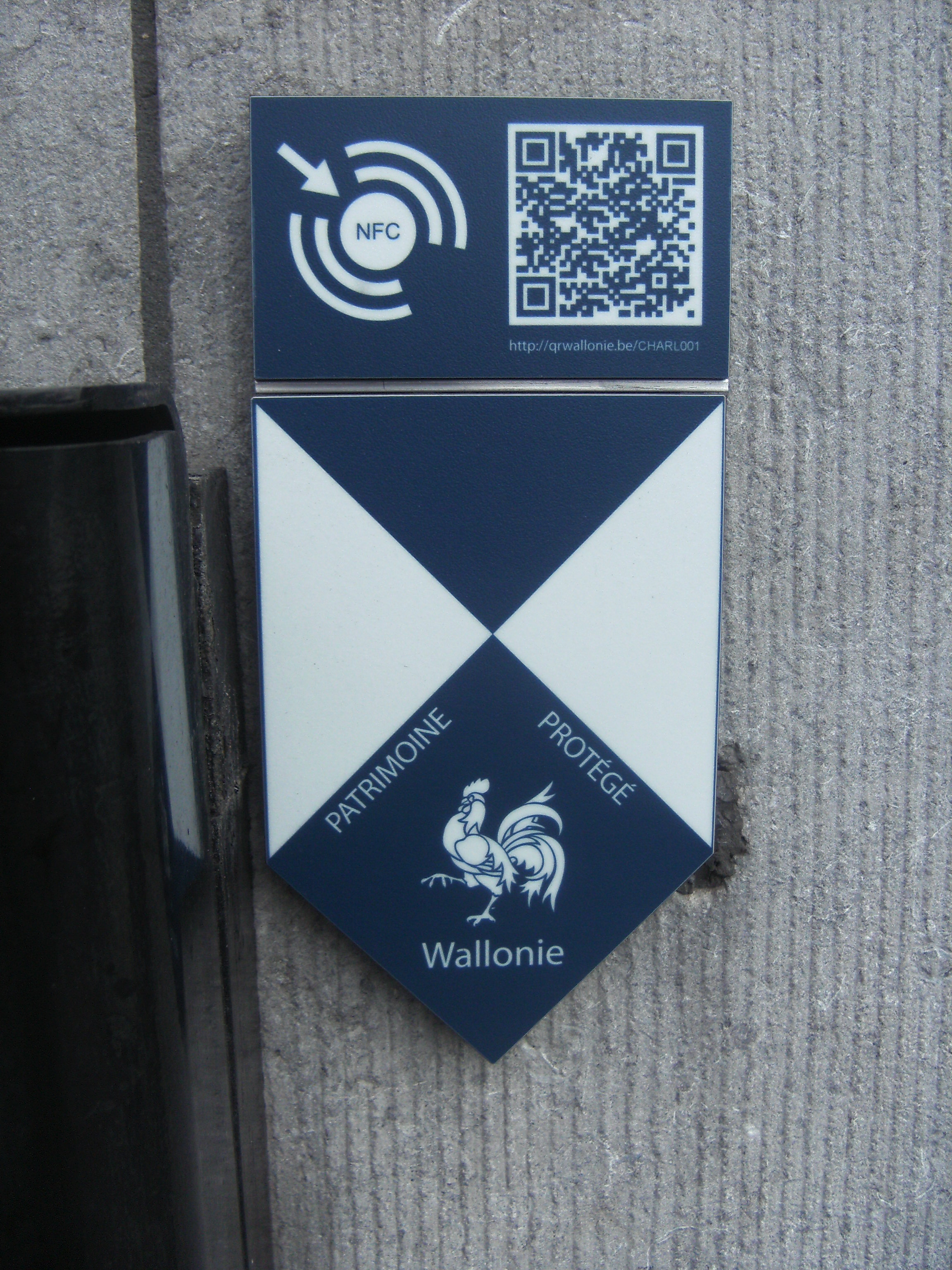
Bouclier bleu apposé sur les monuments protégés en Région wallonne. Nouveau modèle créé en mai 2012 avec Code QR et URL.

Le patrimoine culturel immobilier de la Wallonie représente les monuments et les sites qui sont classés par la Région wallonne.
La liste comprend tous les sites naturels ou construits classés par la Région wallonne ou les instances belges qui l'ont précédée, par exemple, la Commission royale des monuments et des sites.

## Catégories de protection
- M : monument
- S : site
- ZP : zone de protection